# Douchapt
Douchapt település Franciaországban, Dordogne megyében. Lakosainak száma 349 fő (2022. január 1.). Douchapt Saint-Victor, Saint-Méard-de-Drône, Tocane-Saint-Apre, Saint-Pardoux-de-Drône és Segonzac községekkel határos.

## Népesség
A település népességének változása:
| Lakosok száma | 297  | 260  | 240  | 276  | 344  | 361  | 359  | 354  | 350  | 349  |
|               | 1968 | 1982 | 1990 | 2006 | 2013 | 2015 | 2017 | 2019 | 2020 | 2022 |